# Filippo Fiorelli
Filippo Fiorelli (født 19. november 1994 i Palermo) er en cykelrytter fra Spanien, der kører for Fejl i Modul:Cykelhold: Wikidata-entitet ikke angivet..